# Lorenzo Valerio Bona
Pour les articles homonymes, voir Bona.
Lorenzo Valerio Bona (né le 13 juillet 1894 Carignano au Piémont et mort le 11 mars 1971 à Buenos Aires en Argentine) est un joueur de football (qui évoluait en tant qu'arrière latéral) et un dirigeant d'entreprise italien.
Actif dans l'industrie de la laine dans son pays, il est nommé Grand Officier et Commendatore de la couronne d'Italie, ainsi que chevalier de l'ordre de Saint-Sylvestre, après avoir été joueur du club de la Juventus,.

## Biographie
Fils de l'industriel Valerio Massimo Bona (1851-1898) et de Federica Cassinis (1866-1958), d'une famille originaire de Sordevolo, Lorenzo Valerio et son frère Gaspare pilote de Grand Prix aviateur et musicien commencent très tôt le sport, en même temps que le monde des affaires.

### Football
Surnommé Zio bomba, il rejoint le grand club de sa province d'origine du Foot-Ball Club Juventus en 1911 (où il dispute son premier match le 8 octobre 1911 contre le Torino et une défaite 2-1), en tant qu'avant-centre, et y évolue durant cinq saisons, avant la Première Guerre mondiale, jusqu'en 1916, pour un total de 32 buts inscrits en 53 matchs (il devient le premier joueur bianconero à dépasser la barre des 50 matchs joués avec le club).
Le 8 février 1914 (lors d'une large victoire en championnat 9-0 contre Côme au cours de laquelle il inscrit un quintuplé), il dépasse Ernesto Borel et ses 18 buts en bianconero et devient alors le meilleur buteur de l'histoire du club (avant d'être à son tour dépassé par Piero Pastore un peu moins de treize ans plus tard).
Il part au front en 1916, et finit ensuite décoré.
Après la fin de la guerre, il retourne dans l'effectif piémontais en 1919, où il reste jusqu'en 1925. Au total, il inscrit 46 buts en 66 matchs.

## Palmarès
Juventus
- Championnat d'Italie :
  - Vice-champion : 1919-20.